# Danh sách đĩa nhạc của Kygo
DJ người Na Uy Kygo đã phát hành hai album phòng thu, một đĩa mở rộng, 17 đĩa đơn, 8 đĩa đơn quảng bá, 13 bản remix và 13 video âm nhạc.

## Album phòng thu
| Tựa đề       | Chi tiết                                                                                | Vị trí xếp hạng cao nhất | Vị trí xếp hạng cao nhất | Vị trí xếp hạng cao nhất | Vị trí xếp hạng cao nhất | Vị trí xếp hạng cao nhất | Vị trí xếp hạng cao nhất | Vị trí xếp hạng cao nhất | Vị trí xếp hạng cao nhất | Vị trí xếp hạng cao nhất | Vị trí xếp hạng cao nhất | Chứng nhận                                                            |
| Tựa đề       | Chi tiết                                                                                | Na Uy                    | Úc                       | Bỉ (FL)                  | Phần Lan                 | Đức                      | Hà Lan                   | Thụy Điển                | Thụy Sỹ                  | Anh Quốc                 | Hoa Kỳ                   | Chứng nhận                                                            |
| ------------ | --------------------------------------------------------------------------------------- | ------------------------ | ------------------------ | ------------------------ | ------------------------ | ------------------------ | ------------------------ | ------------------------ | ------------------------ | ------------------------ | ------------------------ | --------------------------------------------------------------------- |
| Cloud Nine   | - Ngày phát hành: 13 tháng 5 năm 2016 - Hãng đĩa: Sony - Định dạng: CD, tải kỹ thuật số | 1                        | 13                       | 9                        | 5                        | 6                        | 4                        | 2                        | 1                        | 3                        | 11                       | - IFPI NOR: 9× Bạch kim - BPI: Vàng - IFPI SWE: Bạch kim - RIAA: Vàng |
| Kids in Love | - Phát hành: 3 tháng 11 năm 2017 - Hãng đĩa: Columbia - Định dạng: CD, tải kỹ thuật số  | 3                        | 42                       | 68                       | 14                       | 91                       | 22                       | 3                        | 34                       | 35                       | 73                       |                                                                       |
| Golden Hour  | - Phát hành: 30 tháng 5 năm 2020 - Hãng đĩa: Columbia - Định dạng: CD, tải kỹ thuật số  | –                        | –                        | –                        | –                        | –                        | –                        | –                        | –                        | –                        | –                        |                                                                       |

## Đĩa mở rộng
| Tựa đề     | Chi tiết                                                                              | Vị trí xếp hạng cao nhất | Vị trí xếp hạng cao nhất | Vị trí xếp hạng cao nhất | Chứng nhận       |
| Tựa đề     | Chi tiết                                                                              | Úc                       | Thụy Điển                | Hoa Kỳ                   | Chứng nhận       |
| ---------- | ------------------------------------------------------------------------------------- | ------------------------ | ------------------------ | ------------------------ | ---------------- |
| Stargazing | - Phát hành: 22 tháng 9 năm 2017 - Nhãn đĩa: Sony, Ultra - Định dạng: Tải kỹ thuật số | 40                       | 12                       | 137                      | - ARIA: Bạch kim |

## Đĩa đơn

### Chính
| Tựa đề                                                                                | Năm  | Vị trí xếp hạng cao nhất | Vị trí xếp hạng cao nhất | Vị trí xếp hạng cao nhất | Vị trí xếp hạng cao nhất | Vị trí xếp hạng cao nhất | Vị trí xếp hạng cao nhất | Vị trí xếp hạng cao nhất | Vị trí xếp hạng cao nhất | Vị trí xếp hạng cao nhất | Vị trí xếp hạng cao nhất | Chứng nhận | Album                |
| Tựa đề                                                                                | Năm  | Na Uy                    | Úc                       | Áo                       | Bỉ (FL)                  | Đức                      | Hà Lan                   | Thụy Điển                | Thụy Sỹ                  | Anh Quốc                 | Hoa Kỳ                   | Chứng nhận | Album                |
| ------------------------------------------------------------------------------------- | ---- | ------------------------ | ------------------------ | ------------------------ | ------------------------ | ------------------------ | ------------------------ | ------------------------ | ------------------------ | ------------------------ | ------------------------ | --- | -------------------- |
| "Epsilon"                                                                             | 2013 | —                        | —                        | —                        | —                        | —                        | —                        | —                        | —                        | —                        | —                        | | Đĩa đơn không album  |
| "Firestone" (hợp tác với Conrad Sewell)                                               | 2014 | 1                        | 10                       | 5                        | 4                        | 3                        | 4                        | 2                        | 4                        | 8                        | 92                       | - IFPI NOR: 5× Bạch kim - ARIA: 3× Bạch kim - BEA: Bạch kim - BPI: Bạch kim - BVMI: Bạch kim - GLF: 5× Bạch kim - IFPI SWI: 3× Bạch kim - RIAA: Bạch kim           | Cloud Nine           |
| "ID (Ultra Music Festival Anthem)"                                                    | 2015 | 31                       | —                        | —                        | —                        | —                        | —                        | 83                       | 76                       | —                        | —                        | | Đĩa đơn không album  |
| "Stole the Show" (hợp tác với Parson James)                                           | 2015 | 1                        | 53                       | 5                        | 7                        | 2                        | 3                        | 3                        | 1                        | 24                       | —                        | - IFPI NOR: 6× Bạch kim - ARIA: Bạch kim - BEA: Bạch kim - BPI: Vàng - BVMI: Bạch kim - IFPI AUT: Vàng - IFPI SWI: 3× Bạch kim - GLF: 5× Bạch kim - RIAA: Bạch kim | Cloud Nine           |
| "Nothing Left" (hợp tác với Will Heard)                                               | 2015 | 1                        | 69                       | 58                       | 57                       | 57                       | 81                       | 14                       | 26                       | 79                       | —                        | - IFPI NOR: 2× Bạch kim | Cloud Nine           |
| "Here for You" (hợp tác với Ella Henderson)                                           | 2015 | 9                        | 99                       | 58                       | 50                       | 47                       | 12                       | 16                       | 17                       | 18                       | —                        | - IFPI NOR: Vàng - BPI: Bạc | Đĩa đơn không album  |
| "Stay" (hợp tác với Maty Noyes)                                                       | 2015 | 2                        | 67                       | 30                       | 2                        | 38                       | 10                       | 3                        | 11                       | 20                       | —                        | - ARIA: Vàng - BEA: Vàng - BPI: Vàng - RIAA: Vàng | Cloud Nine           |
| "Coming Over" (cùng Dillon Francis hợp tác với James Hersey)                          | 2016 | —                        | —                        | —                        | —                        | —                        | —                        | 93                       | —                        | —                        | —                        | | This Mixtape Is Fire |
| "Raging" (hợp tác với Kodaline)                                                       | 2016 | 2                        | —                        | 47                       | 52                       | 69                       | 26                       | 6                        | 24                       | 42                       | —                        | - BPI: Bạc | Cloud Nine           |
| "Carry Me" (hợp tác với Julia Michaels)                                               | 2016 | 39                       | 77                       | —                        | —                        | —                        | 81                       | —                        | —                        | 133                      | —                        | | Cloud Nine           |
| "It Ain't Me" (với Selena Gomez)                                                      | 2017 | 1                        | 4                        | 2                        | 4                        | 2                        | 3                        | 2                        | 3                        | 7                        | 10                       | - IFPI NOR: 4× Bạch kim - ARIA: 4× Bạch kim - BEA: 2× Bạch kim - BPI: Bạch kim - GLF: 7× PBạch kim - IFPI AUT: Bạch kim - IFPI SWI: 2× Bạch kim - RIAA: Bạch kim   | Stargazing           |
| "First Time" (với Ellie Goulding)                                                     | 2017 | 3                        | 29                       | 23                       | 51                       | 28                       | 22                       | 6                        | 14                       | 34                       | 67                       | - ARIA: Bạch kim - BPI: Bạc | Stargazing           |
| "Stargazing" (hợp tác với Justin Jesso)                                               | 2017 | 2                        | —                        | 18                       | 32                       | 14                       | 12                       | 8                        | 9                        | 44                       | —                        | - BEA: Vàng - BPI: Bạc - IFPI AUT: Vàng | Stargazing           |
| "Kids in Love" (hợp tác với The Night Game)                                           | 2017 | 8                        | 94                       | 52                       | 60                       | 90                       | —                        | 19                       | 33                       | 99                       | —                        | | Kids in Love         |
| "Stranger Things" (hợp tác với OneRepublic)                                           | 2018 | —                        | —                        | —                        | —                        | —                        | —                        | 56                       | 48                       | —                        | —                        | | Kids in Love         |
| "Remind Me to Forget" (hợp tác với Miguel)                                            | 2018 | 2                        | 14                       | 4                        | 8                        | 14                       | 18                       | 3                        | 2                        | 69                       | —                        | - ARIA: Bạch kim - BEA: Vàng | Kids in Love         |
| "Born to Be Yours" (với Imagine Dragons)                                              | 2018 | 4                        | 32                       | 25                       | 63                       | 27                       | 62                       | 4                        | 5                        | 67                       | 74                       | | TBA                  |
| Ký hiệu "—" chỉ bản thu không được xếp hạng hoặc không được phát hành tại khu vực đó. |      |                          |                          |                          |                          |                          |                          |                          |                          |                          |                          | |                      |

### Đĩa đơn quảng bá
| Tựa đề                                                                                | Năm  | Vị trí xếp hạng cao nhất | Vị trí xếp hạng cao nhất | Vị trí xếp hạng cao nhất | Vị trí xếp hạng cao nhất | Vị trí xếp hạng cao nhất | Vị trí xếp hạng cao nhất | Vị trí xếp hạng cao nhất | Vị trí xếp hạng cao nhất | Vị trí xếp hạng cao nhất | Vị trí xếp hạng cao nhất | Album        |
| Tựa đề                                                                                | Năm  | Na Uy                    | Úc                       | Áo                       | Phần Lan                 | Đức                      | Hà Lan                   | Thụy Điển                | Thụy Sỹ                  | Anh Quốc                 | Hoa Kỳ Dance             | Album        |
| ------------------------------------------------------------------------------------- | ---- | ------------------------ | ------------------------ | ------------------------ | ------------------------ | ------------------------ | ------------------------ | ------------------------ | ------------------------ | ------------------------ | ------------------------ | ------------ |
| "Fragile" (với Labrinth)                                                              | 2016 | 1                        | 74                       | 69                       | —                        | 87                       | 78                       | 55                       | 50                       | 109                      | —                        | Cloud Nine   |
| "I'm in Love" (hợp tác với James Vincent McMorrow)                                    | 2016 | 9                        | —                        | 38                       | —                        | —                        | —                        | 65                       | 39                       | 99                       | —                        | Cloud Nine   |
| "Never Let You Go" (hợp tác với John Newman)                                          | 2017 | 39                       | —                        | —                        | —                        | —                        | —                        | 81                       | 64                       | —                        | 19                       | Kids in Love |
| "Sunrise" (hợp tác với Jason Walker)                                                  | 2017 | 37                       | —                        | —                        | —                        | —                        | —                        | —                        | —                        | —                        | 33                       | Kids in Love |
| "Riding Shotgun" (cùng Oliver Nelson hợp tác với Bonnie McKee)                        | 2017 | —                        | —                        | —                        | —                        | —                        | —                        | —                        | —                        | —                        | 27                       | Kids in Love |
| "With You" (hợp tác với Wrabel)                                                       | 2017 | —                        | —                        | —                        | —                        | —                        | —                        | —                        | —                        | —                        | 47                       | Kids in Love |
| "Permanent" (hợp tác với JHart)                                                       | 2017 | —                        | —                        | —                        | —                        | —                        | —                        | —                        | —                        | —                        | 49                       | Kids in Love |
| "I See You" (hợp tác với Billy Raffoul)                                               | 2017 | —                        | —                        | —                        | —                        | —                        | —                        | —                        | —                        | —                        | 44                       | Kids in Love |
| Ký hiệu "—" chỉ bản thu không được xếp hạng hoặc không được phát hành tại khu vực đó. |      |                          |                          |                          |                          |                          |                          |                          |                          |                          |                          |              |

## Các bài hát đã được xếp hạng khác
| "Fiction" (hợp tác với Tom Odell)                                                     | 2016 | —  | 62 | —  | Cloud Nine          |
| "Happy Birthday" (hợp tác với John Legend)                                            | 2016 | —  | 94 | —  | Cloud Nine          |
| "Oasis" (hợp tác với Foxes)                                                           | 2016 | 29 | —  | —  | Cloud Nine          |
| "Cruise" (hợp tác với Andrew Jackson)                                                 | 2017 | 25 | —  | —  | Fifty Shades Darker |
| "This Town" (hợp tác với Sasha Sloan)                                                 | 2017 | 10 | —  | 99 | Stargazing          |
| Ký hiệu "—" chỉ bản thu không được xếp hạng hoặc không được phát hành tại khu vực đó. |      |    |    |    |                     |

## Remix

### Phát hành hãng đĩa
| Tựa đề                                                                                | Nghệ sĩ gốc                           | Năm  | Vị trí xếp hạng cao nhất | Vị trí xếp hạng cao nhất | Vị trí xếp hạng cao nhất | Vị trí xếp hạng cao nhất | Vị trí xếp hạng cao nhất | Vị trí xếp hạng cao nhất | Vị trí xếp hạng cao nhất | Vị trí xếp hạng cao nhất | Vị trí xếp hạng cao nhất | Vị trí xếp hạng cao nhất | Album                                |
| Tựa đề                                                                                | Nghệ sĩ gốc                           | Năm  | Na Uy                    | Úc                       | Ảo                       | Bỉ (FL)                  | Phần Lan                 | Đức                      | Hà Lan                   | Thụy Điển                | Thụy Sỹ                  | Anh Quốc                 | Album                                |
| ------------------------------------------------------------------------------------- | ------------------------------------- | ---- | ------------------------ | ------------------------ | ------------------------ | ------------------------ | ------------------------ | ------------------------ | ------------------------ | ------------------------ | ------------------------ | ------------------------ | ------------------------------------ |
| "Dancer" (Kygo Remix)                                                                 | Didrik Thulin                         | 2013 | —                        | —                        | —                        | —                        | —                        | —                        | —                        | —                        | —                        | —                        | Đĩa đơn không album                  |
| "Younger" (Kygo Remix)                                                                | Seinabo Sey                           | 2014 | 1                        | —                        | —                        | —                        | —                        | —                        | —                        | —                        | —                        | —                        | Pretend                              |
| "Cut Your Teeth" (Kygo Remix)                                                         | Kyla La Grange                        | 2014 | 39                       | —                        | —                        | —                        | —                        | —                        | 21                       | 50                       | —                        | —                        | Đĩa đơn không album                  |
| "Miami 82" (Kygo Remix)                                                               | Syn Cole (hợp tác với Madame Buttons) | 2014 | —                        | —                        | —                        | —                        | —                        | —                        | —                        | —                        | —                        | —                        | Đĩa đơn không album                  |
| "Shine" (Kygo Remix)                                                                  | Benjamin Francis Leftwich             | 2014 | —                        | —                        | —                        | —                        | —                        | —                        | —                        | —                        | —                        | —                        | Đĩa đơn không album                  |
| "Often" (Kygo Remix)                                                                  | The Weeknd                            | 2014 | 12                       | —                        | —                        | —                        | —                        | —                        | —                        | —                        | —                        | —                        | Đĩa đơn không album                  |
| "Midnight" (Kygo Remix)                                                               | Coldplay                              | 2014 | —                        | —                        | —                        | —                        | —                        | —                        | —                        | —                        | —                        | —                        | Đĩa đơn không album                  |
| "Sexual Healing" (Kygo Remix)                                                         | Marvin Gaye                           | 2015 | 23                       | —                        | —                        | 67                       | —                        | —                        | 75                       | 57                       | —                        | —                        | Đĩa đơn không album                  |
| "Take On Me" (Kygo Remix)                                                             | A-ha                                  | 2015 | —                        | —                        | —                        | —                        | —                        | —                        | —                        | —                        | —                        | —                        | Time and Again: The Ultimate a-ha    |
| "Starboy" (Kygo Remix)                                                                | The Weeknd (hợp tác với Daft Punk)    | 2016 | —                        | —                        | —                        | —                        | —                        | —                        | —                        | —                        | —                        | —                        | Starboy (Target Exclusive)           |
| "Tired" (Kygo Remix)                                                                  | Alan Walker                           | 2017 | —                        | —                        | —                        | —                        | —                        | —                        | —                        | —                        | —                        | —                        | Đĩa đơn không album                  |
| "Electric Feel" (Kygo Remix)                                                          | Henry Green                           | 2017 | —                        | —                        | —                        | —                        | —                        | —                        | —                        | —                        | —                        | —                        | Đĩa đơn không album                  |
| "You're the Best Thing About Me" (U2 vs. Kygo)                                        | U2                                    | 2017 | —                        | —                        | —                        | —                        | —                        | —                        | —                        | —                        | —                        | —                        | Songs of Experience (Deluxe Edition) |
| Ký hiệu "—" chỉ bản thu không được xếp hạng hoặc không được phát hành tại khu vực đó. |                                       |      |                          |                          |                          |                          |                          |                          |                          |                          |                          |                          |                                      |

### Các bản remix khác đã xuất bản
| Tựa đề                                                            | Nghệ sĩ gốc                                                | Năm  | Nền tảng           |
| ----------------------------------------------------------------- | ---------------------------------------------------------- | ---- | ------------------ |
| "I Don't Like You" (Kygo Remix)                                   | Eva Simons                                                 | 2012 | YouTube            |
| "Born to Die" (Kygo Remix)                                        | Lana Del Rey                                               | 2012 | YouTube            |
| "Good Time" (Kygo Remix)                                          | Owl City và Carly Rae Jepsen                               | 2012 | YouTube            |
| "Stay" (Kygo Edit)                                                | Rihanna (hợp tác với Mikky Ekko)                           | 2013 | YouTube            |
| "The Wilhelm Scream" (Kygo Remix)                                 | James Blake                                                | 2013 | SoundCloud         |
| "Limit to Your Love" (Kygo Remix)                                 | James Blake                                                | 2013 | SoundCloud         |
| "Let Her Go" (Kygo Remix)                                         | Passenger                                                  | 2013 | YouTube            |
| "Caravan" (Kygo Remix)                                            | Passenger                                                  | 2013 | SoundCloud YouTube |
| "Brother" (Kygo Edit)                                             | Matt Corby                                                 | 2013 | SoundCloud         |
| "Resolution" (Kygo Edit)                                          | Matt Corby                                                 | 2013 | SoundCloud YouTube |
| "Jolene" (Kygo Edit)                                              | Dolly Parton                                               | 2013 | SoundCloud         |
| "Angels" (Kygo Edit)                                              | The xx                                                     | 2013 | SoundCloud         |
| "No Diggity" versus "Thrift Shop" (Kygo Remix) * Dưới dạng mashup | Ed Sheeran, Passenger và Macklemore & Ryan Lewis           | 2013 | SoundCloud YouTube |
| "Can't Afford It All" (Kygo Remix)                                | Jakubi Lưu trữ ngày 9 tháng 7 năm 2018 tại Wayback Machine | 2013 | SoundCloud YouTube |
| "Electric Feel" (Kygo Remix) * Pre-label release only             | Henry Green                                                | 2013 | SoundCloud YouTube |
| "High for This" (Kygo Remix)                                      | Ellie Goulding                                             | 2013 | SoundCloud YouTube |
| "Sexual Healing" (Kygo Remix) * Pre-label release only            | Marvin Gaye                                                | 2013 | SoundCloud YouTube |
| "I See Fire" (Kygo Remix)                                         | Ed Sheeran                                                 | 2013 | SoundCloud         |
| "Wait" (Kygo Remix)                                               | M83                                                        | 2014 | SoundCloud         |
| "Dirty Paws" (Kygo Remix)                                         | Of Monsters and Men                                        | 2014 | SoundCloud         |

## Các bài hát chưa phát hành
| Tựa đề               | Nghệ sĩ hợp tác | Ghi chú |
| -------------------- | --------------- | ------- |
| "Carry On (For You)" | Charlie Puth    |         |
| "(I) Wanna Know"     | TBA             |         |
| "Feels Like Forever" | TBA             |         |

## Video âm nhạc
| Tựa đề                             | Năm  | Đạo diễn          | Tham khảo |
| ---------------------------------- | ---- | ----------------- | --------- |
| "Firestone"                        | 2015 | Jon Jon Augustavo | [ 65 ]    |
| "Stole the Show"                   | 2015 | Saman Kesh        | [ 66 ]    |
| "Here for You"                     | 2015 | Michael Maxxis    | [ 67 ]    |
| "Stay"                             | 2016 | Jason Beattie     | [ 68 ]    |
| "Coming Over" (với Dillon Francis) | 2016 | —                 | [ 69 ]    |
| "I'm in Love"                      | 2016 | Ariel Elia        | [ 70 ]    |
| "Raging"                           | 2016 | Ariel Elia        | [ 71 ]    |
| "Carry Me"                         | 2016 | —                 | [ 72 ]    |
| "It Ain't Me"                      | 2017 | Phillip R. Lopez  | [ 73 ]    |
| "First Time"                       | 2017 | Mathew Cullen     | [ 74 ]    |
| "Stargazing"                       | 2017 | Phillip R. Lopez  | [ 75 ]    |
| "Stranger Things"                  | 2018 | Tim Mattia        | [ 76 ]    |
| "Remind Me to Forget"              | 2018 | —                 | [ 77 ]    |

## Sản xuất và sáng tác
| Tựa đề        | Năm  | Nghệ sĩ       | Album |
| ------------- | ---- | ------------- | ----- |
| "Write On Me" | 2016 | Fifth Harmony | 7/27  |
| "Squeeze"     | 2016 | Fifth Harmony | 7/27  |